# 煮酛
煮酛（にもと）は、平安時代中期から室町時代末期にかけて、もっとも上質で高級であった日本酒とされる南都諸白に用いられた製法の一つ。
現代風にいうと生酛系に属する高温糖化法である。
酛を、釜に入れて煮ることによって酒母造りを行なうのだが、もちろん高熱で酵母が死んでしまわないように、ぎりぎりの温度で留めて行なわれたことに疑いを容れない。
温度計のない時代に、造り手の感覚だけでそれが調節されたことは明らかで、熟練を要した高度な技術であったことがうかがわれる。